# Mariebergsparken
Mariebergsparken est un parc public situé dans le quartier de Marieberg à Stockholm en Suède. 

## Description
Mariebergsparken est un parc de Kungsholmen.
Le parc est situé à  Marieberg, juste à l'ouest du Västerbron et de Smedsudden.
Il a reçu son nom en 1938. 
Le parc Marieberg s'étend dans une vallée depuis la rue Gjörwellsgatan au nord jusqu'à la rive du Mariebergsfjärden au sud, en passant par le manoir de Triewald et se terminant à la plage de  Smedsuddsbadet. 
Le parc est entouré à l'est et à l'ouest par de hautes collines. 
À l'est se trouve Fyrverkarbacken, avec les grands immeubles résidentiels Silvieberg 3 et Erlanderhuset, construits dans les années 1960. 
À l'ouest, le parc borde le bâtiment de l'ambassade de Russie à Stockholm. Là, le parc porte le nom officieux de « Parc des Ambassades ».

## Histoire
Autour du territoire du parc se trouvaient auparavant l'usine de porcelaine de Marieberg et la zone militaire de Marieberg avec, entre autres, l'Académie supérieure d'artillerie, le bataillon Träng et l'armée royale suédoise. Le Corps télégraphique de campagne, le Régiment des transmissions et une usine de munitions.
La pierre de Mariebergsstenen, qui se dresse dans la partie nord du parc, rappelle cette activité extensive et désormais fermée.
Sur la pente raide au nord se trouvent le poirier de Linné. 
Il s'agit d'un poirier encore vivant que Carl von Linné décrit en 1755 dans sa Flora Suecica. 
Il est écrit, entre autres : « pousse près de Stockholm sur le domaine de Marieberg du célèbre physicien et mécanicien Mårten Triewald ».
Le 30 mai 2022, le conseil d'urbanisme de la ville de Stockholm a changé le nom d'une partie du parc en Place de l'Ukraine libre après l'invasion de l'Ukraine par la Russie en 2022,.

## Galerie

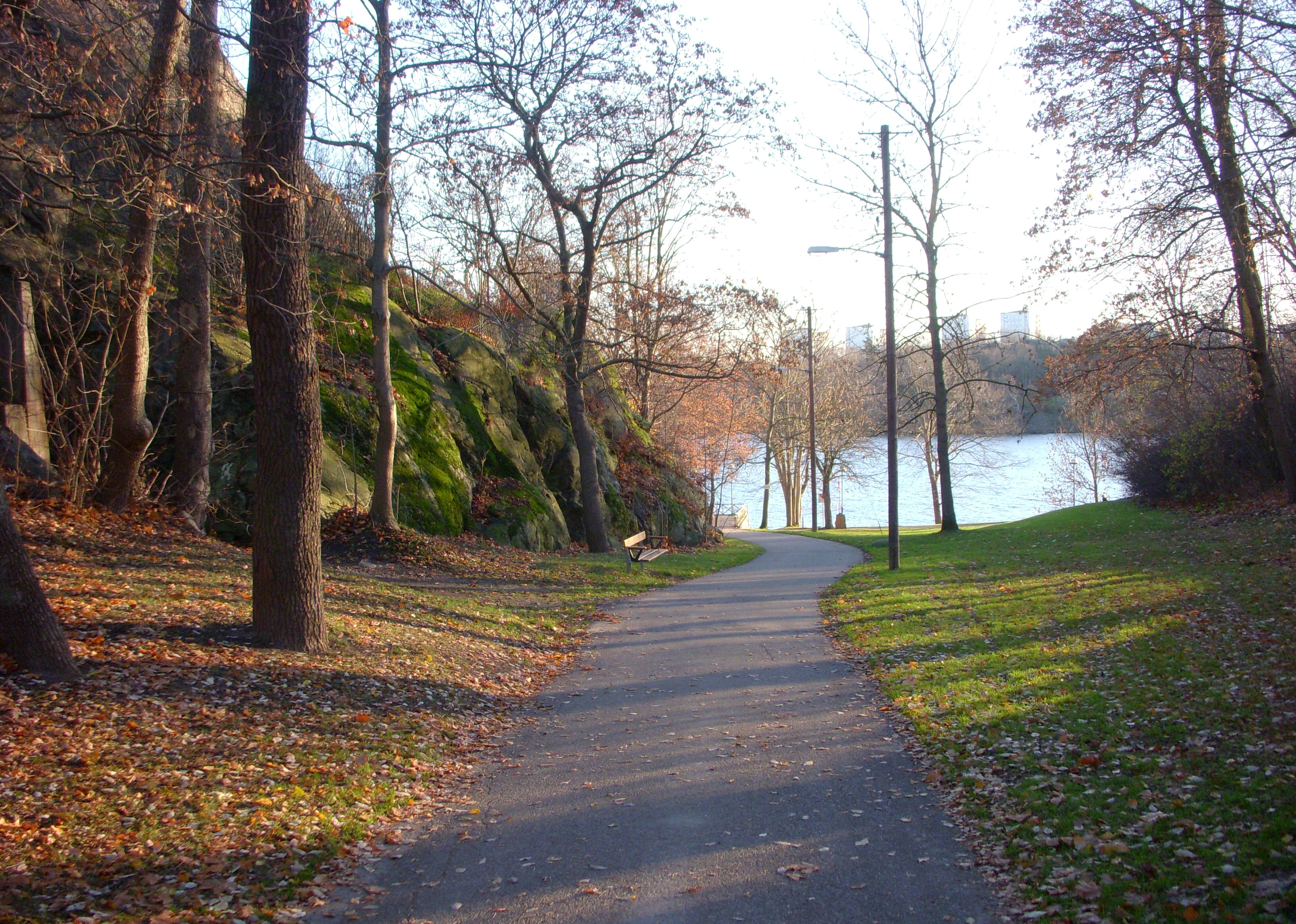
Vers le sud.
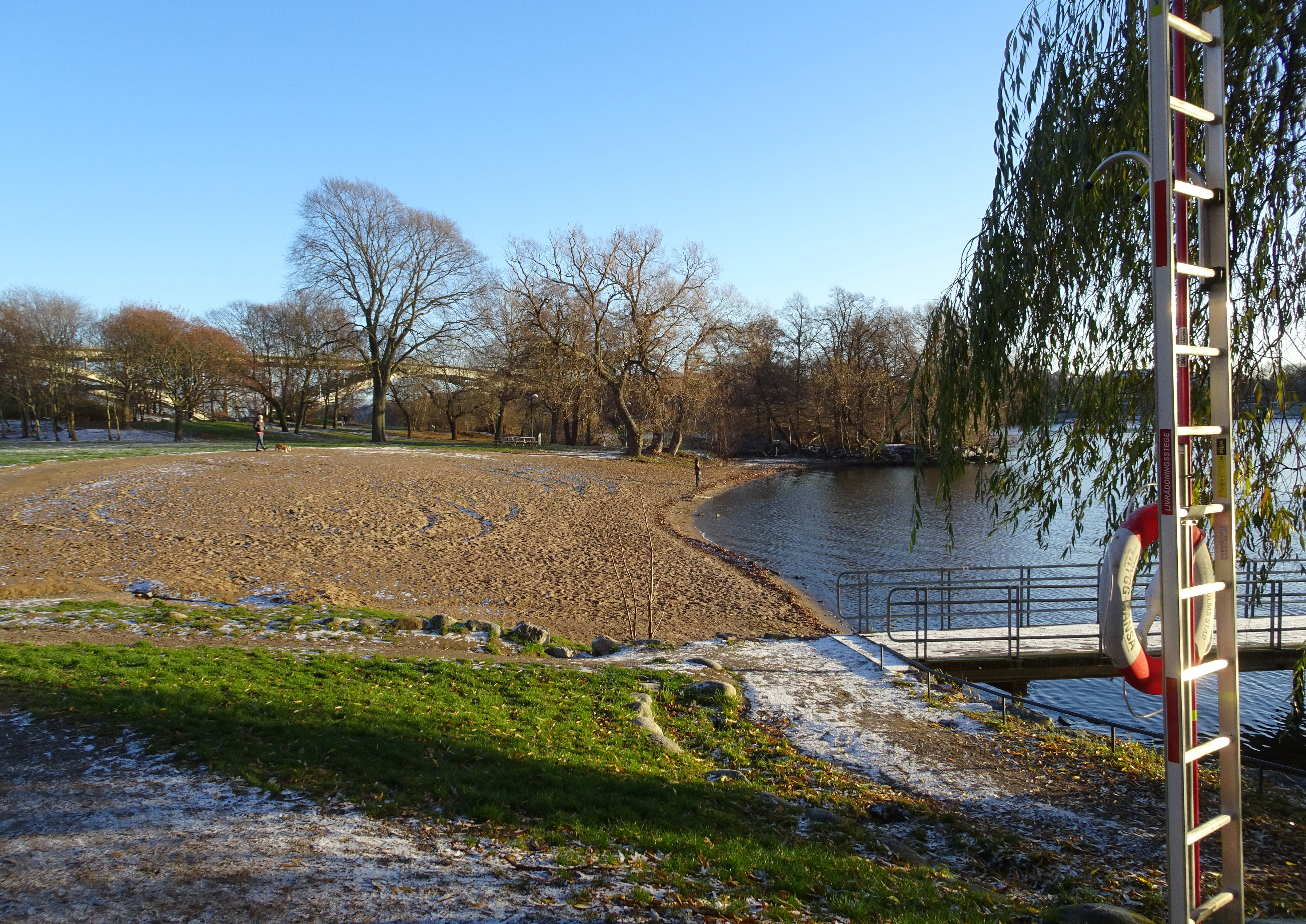
Smedsuddsbadet.
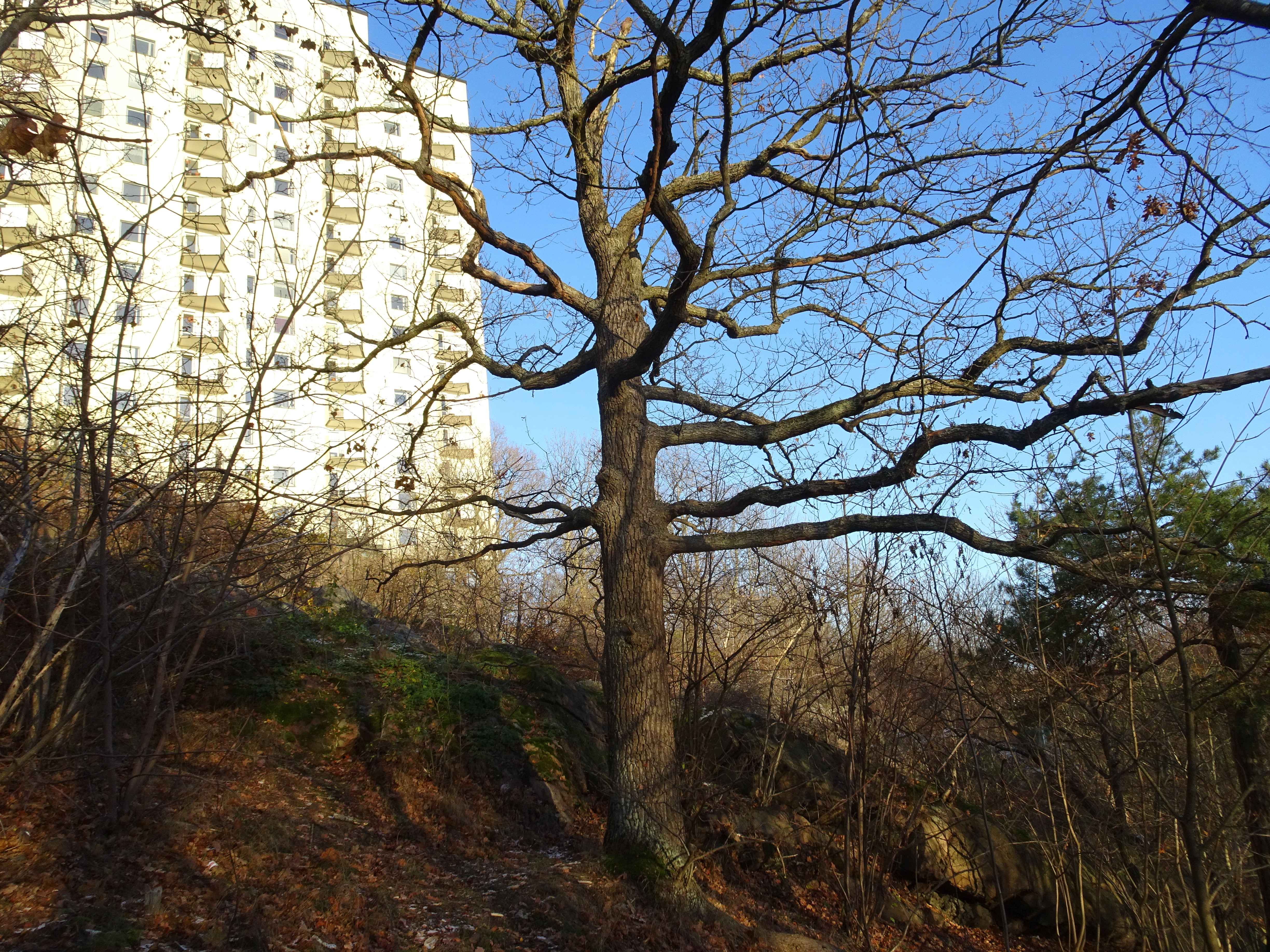
Poirier de Linné.
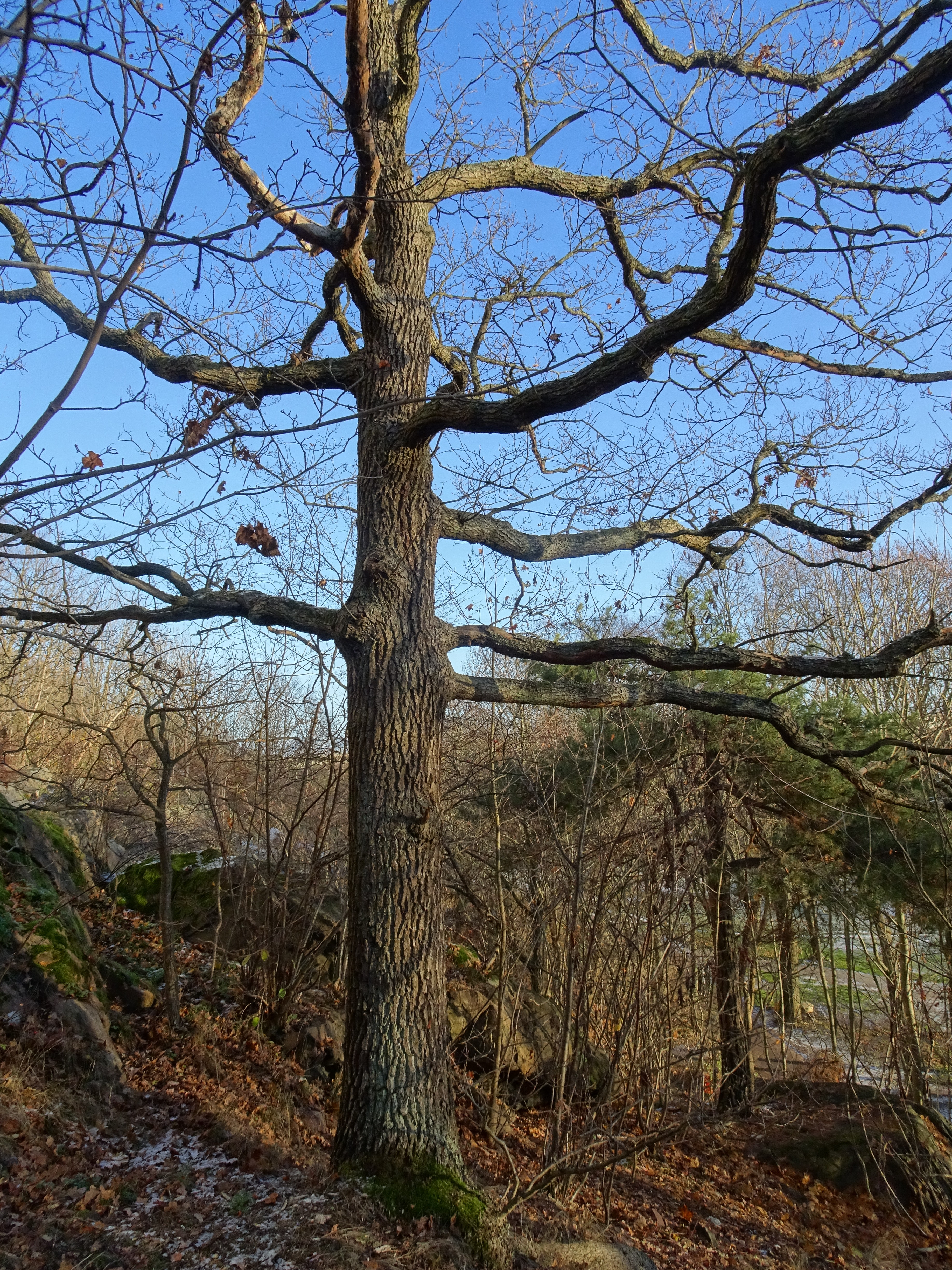
Poirier de Linné.

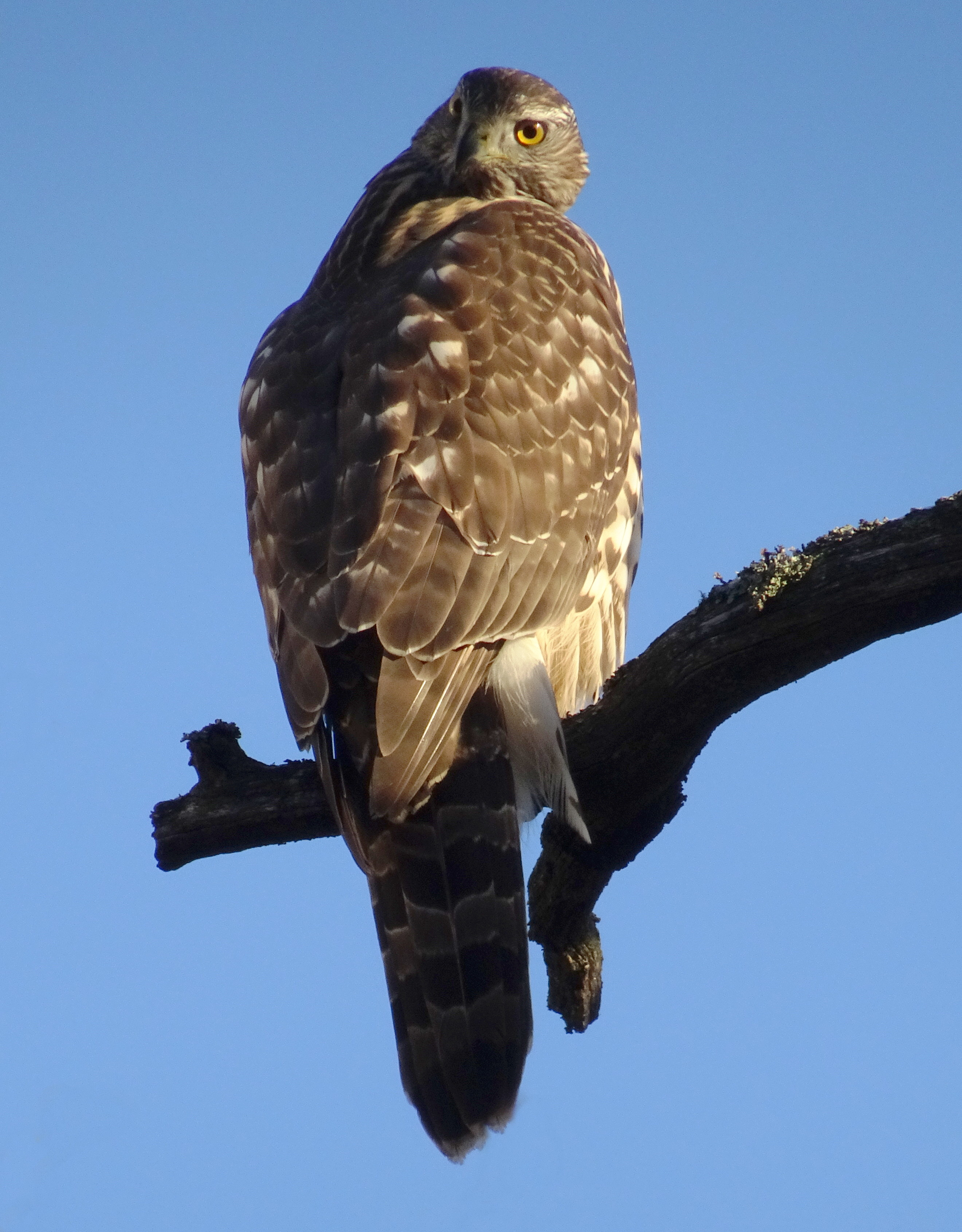
Une buse variable dans le parc.
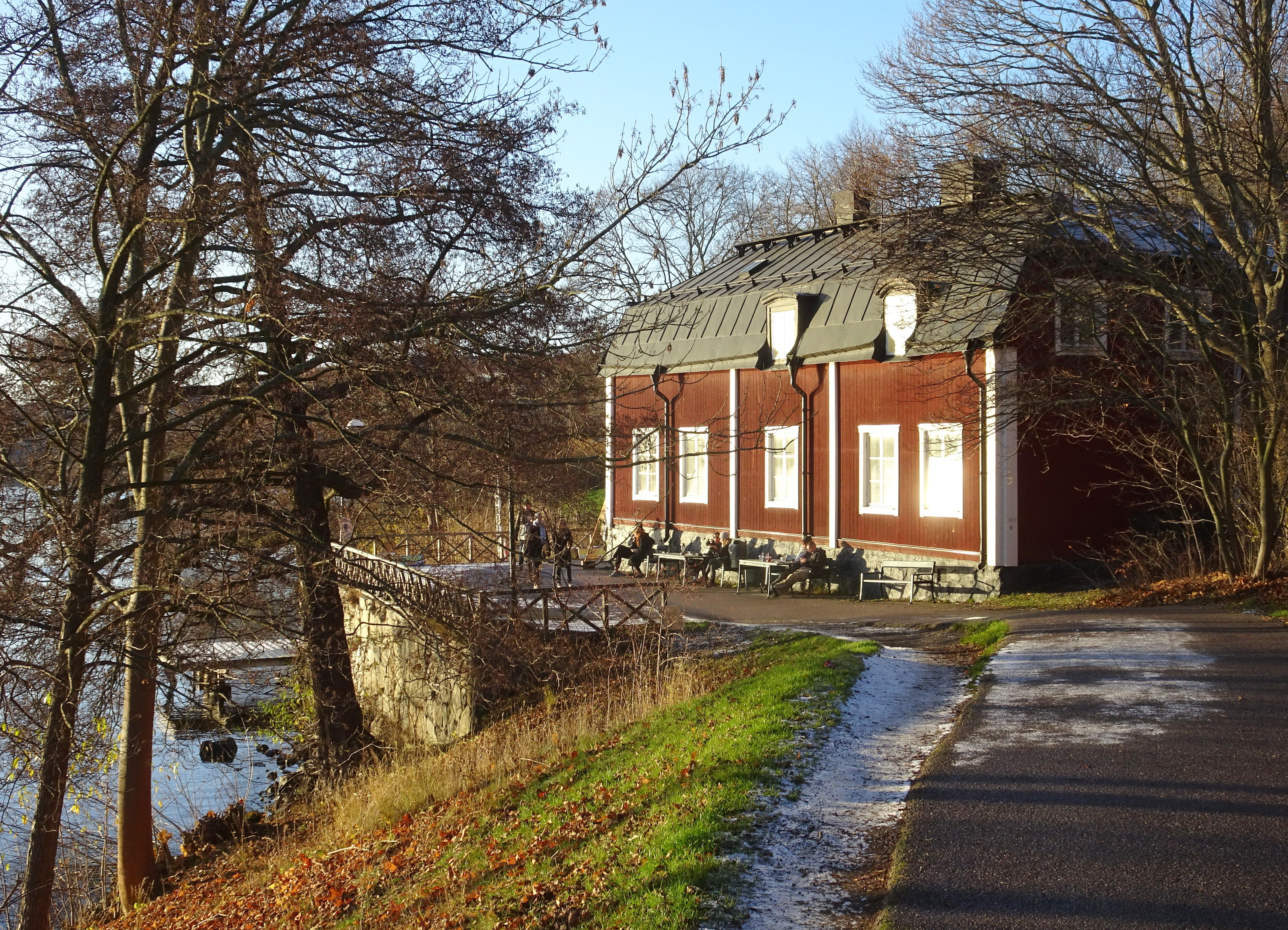
Le manoir de Triewald.
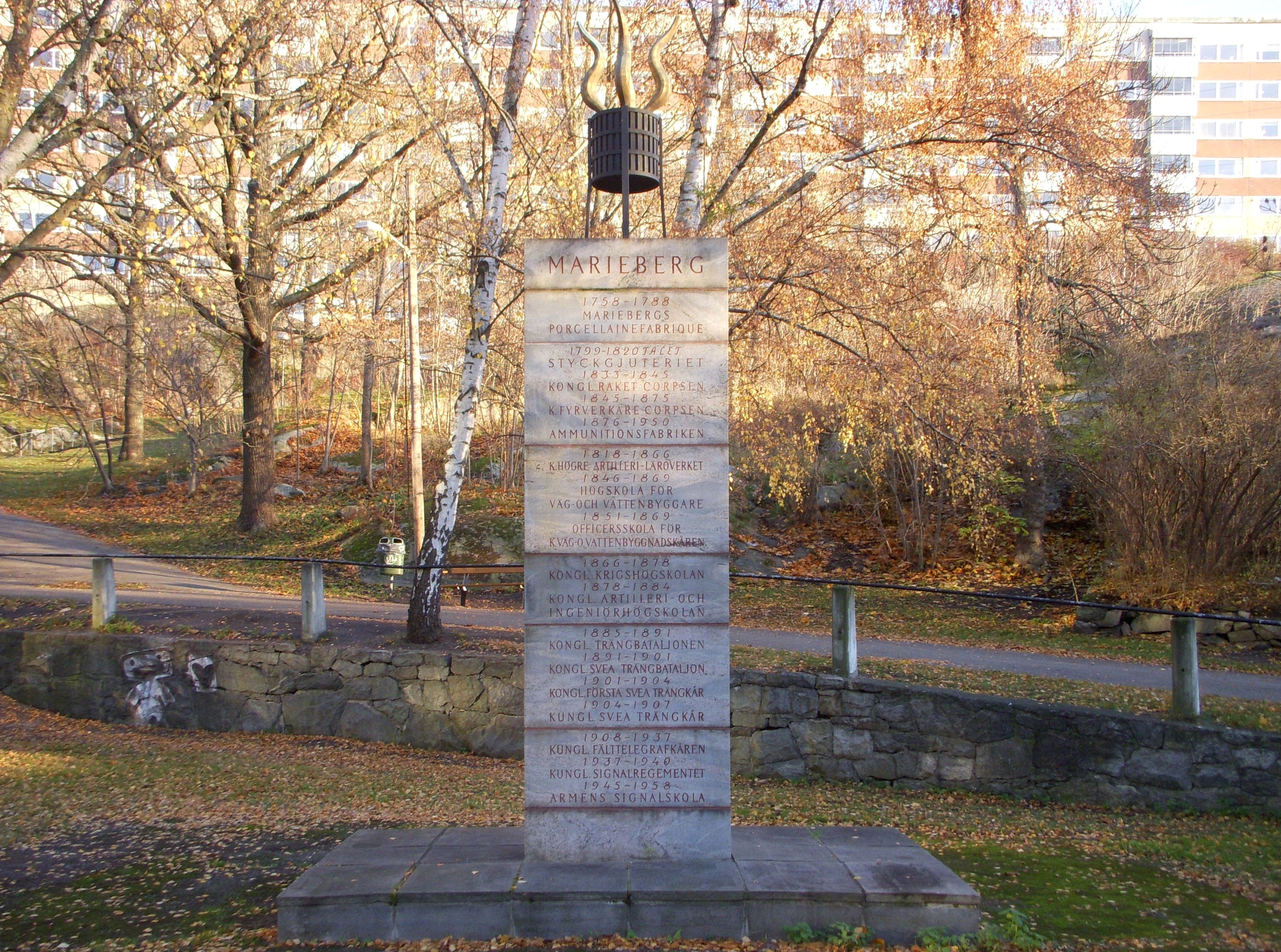
Mariebergsstenen.
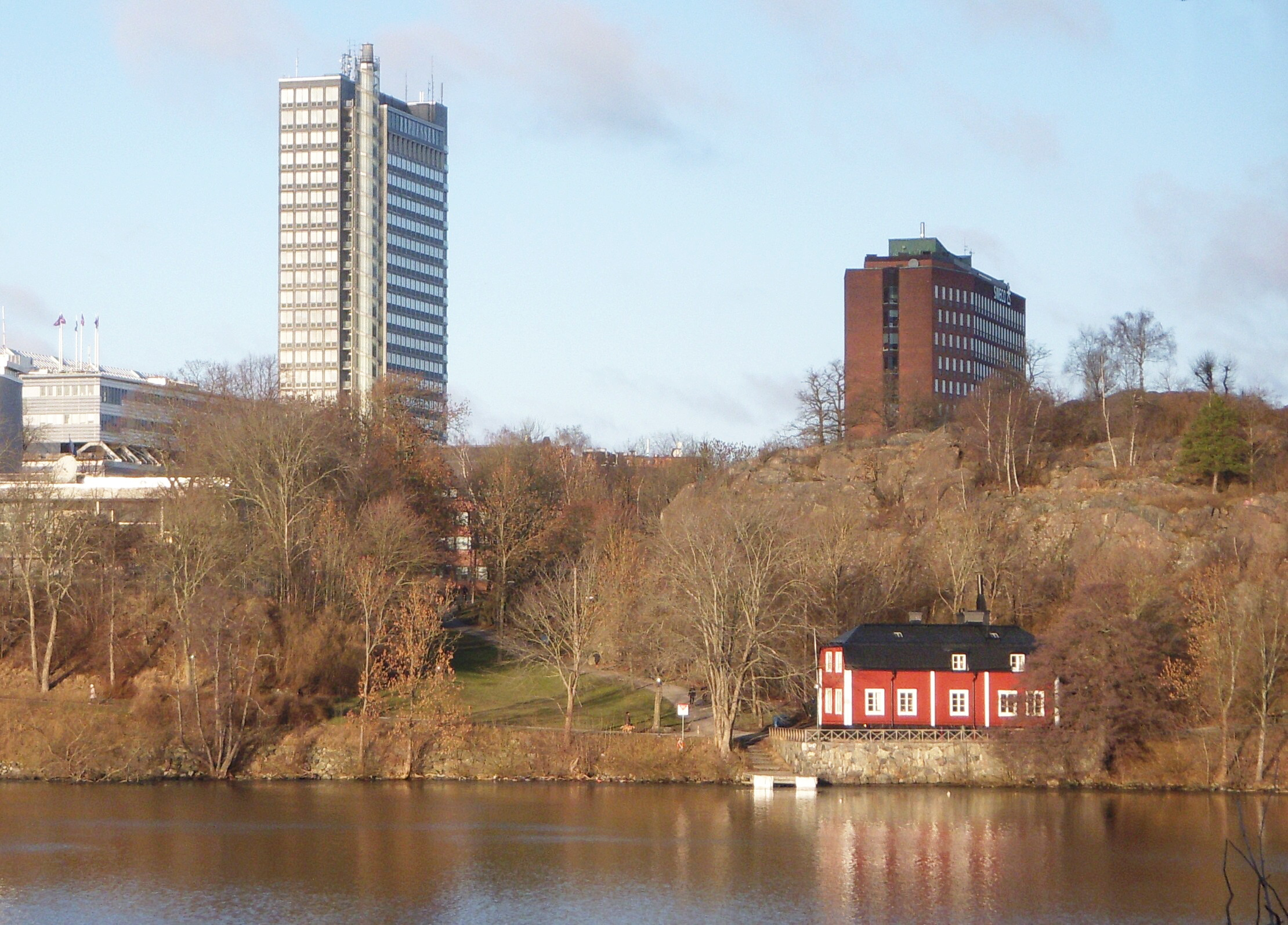
Le manoir de Triewald.